# Jeux européens paralympiques de la jeunesse
Les Jeux européens paralympiques de la jeunesse est un événement sportif créé afin de promouvoir les sports paralympiques et de préparer les jeunes talents européens aux Jeux paralympiques. Il est créé en 2011 comme le pendant du Festival olympique de la jeunesse européenne pour les athlètes en situation de handicap.
Cette compétition est accessible aux jeunes de 13 à 18 ans.

## Éditions
| Année | Été     | Été        | Été          | Hiver   | Hiver       | Hiver        |
| Année | Édition | Ville hôte | Pays         | Édition | Ville hôte  | Pays         |
| ----- | ------- | ---------- | ------------ | ------- | ----------- | ------------ |
| 2011  | 1er     | Brno       | Tchéquie (1) |         |             |              |
| 2012  | 2e      | Brno       | Tchéquie (2) |         |             |              |
| 2015  | 3e      | Varaždin   | Hongrie (1)  |         |             |              |
| 2017  | 4e      | Gênes      | Italie (1)   |         |             |              |
| 2019  | 5e      | Pajulahti  | Finlande (1) |         |             |              |
| 2020  |         |            |              | 1er     | Czarna Góra | Pologne (1)  |
| 2022  | 6e      | Pajulahti  | Finlande (2) | 2e      | Lahti       | Finlande (1) |
| 2025  | 7e      | Istanbul   | Turquie (1)  |         |             |              |

## Disciplines sportives
Été
Hiver
- Biathlon
- Ski alpin
- Ski de fond
- Snowboard

## Tableau des médailles
| Rang  | Nation | Total |
| ----- | ------ | ----- |
|       |        |       |
| Total |        |       |